# Oměj

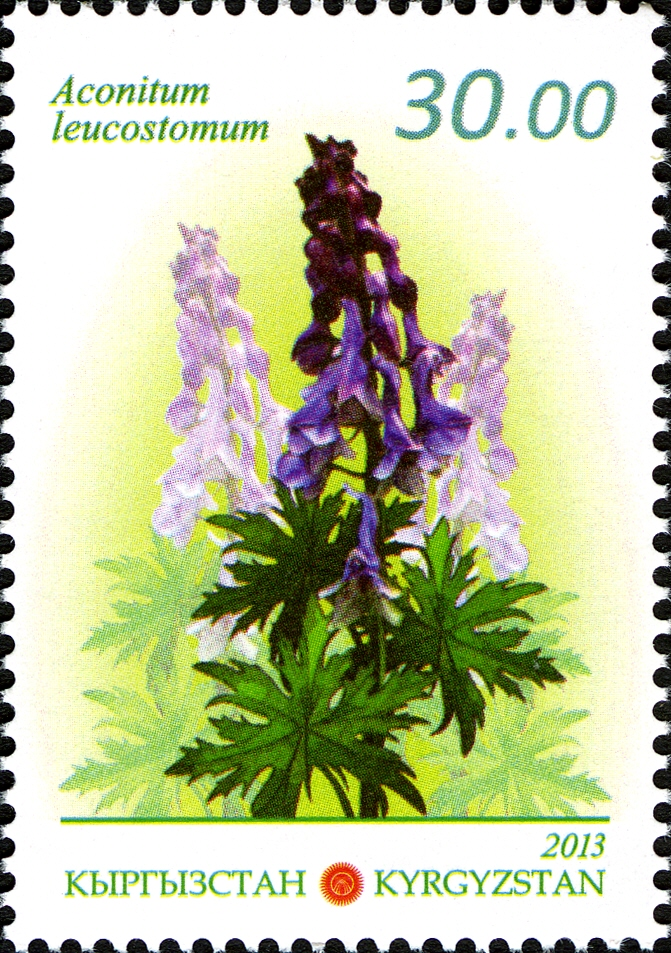
Oměj Aconitum leucostomum na kyrgyzské poštovní známce

Oměj (Aconitum) je rod rostlin z čeledi pryskyřníkovité. Jsou to vysoké, převážně vytrvalé byliny s olistěnou lodyhou a dlanitě členěnými až složenými listy. Květy jsou modré, fialové, purpurové nebo žluté, dvoustranně souměrné, kryté přilbou. Plodem je souplodí měchýřků. Rod zahrnuje asi 320 druhů a je rozšířen v mimotropických oblastech severní polokoule. Nejvíc druhů roste v Číně. 
V České republice se vyskytuje 5 původních druhů oměje, mezi známější náleží zejména oměj šalamounek a oměj vlčí mor.
Oměje náležejí mezi velmi silně jedovaté rostliny a bývají příčinou smrtelných otrav. Hlavními účinnými látkami jsou akonitové alkaloidy (zejména akonitin), působící především na činnost srdce a nervovou soustavu. Jejich jedovatost je známa již od starověku. V konvenčním lékařství ani fytoterapii se již oměj téměř nepoužívá. Hlízy omějů jsou po úpravě, která snižuje jejich jedovatost, využívány v tradiční čínské medicíně. Oměj zahradní a řidčeji i některé jiné druhy jsou pěstovány jako okrasné trvalky. 

## Popis
Oměje jsou vytrvalé nebo výjimečně i jednoleté byliny s neztlustlým kořenovým systémem nebo se 2 či několika podzemními hlízami. Lodyha bývá vysoká, zpravidla vzpřímená, nevětvená nebo v horní části větvená. Lodyžní listy jsou střídavé, dlanitě členěné nebo složené, s úkrojky či lístky dále členěnými nebo zubatými, spodní řapíkaté. Některé druhy mají jen přízemní listy.  V květenství bývají přisedlé listeny, podobné redukovaným listům. Květy jsou velké, oboupohlavné, dvoustranně souměrné, zpravidla modré, fialové, purpurové nebo žluté, uspořádané ve vrcholových (případně i úžlabních) hroznech nebo řidčeji latách. Kalich je petaloidní a funkčně nahrazující korunu. Je složen z 5 volných lístků. Horní lístek tvoří přilbu, postranní jsou podlouhlé až okrouhlé. Koruna je složena ze dvou volných, dlouze stopkatých, kornoutovitých lístků ukrytých v přilbě a nesoucích na vrcholu ostruhu s nektárii. Tyčinek je mnoho (asi 25 až 50), nitky mají rozšířené báze. Sterilní staminodia zpravidla chybějí. Gyneceum je apokarpní, složené ze 3 až 5 nebo i více volných pestíků. Každý pestík nese krátkou čnělku a obsahuje 10 až 20 vajíček.
Plodem je souplodí přisedlých, podlouhlých měchýřků, zakončených zobanem a obsahujících větší počet trojúhelníkovitých semen. Semena jsou u některých druhů křídlatá.

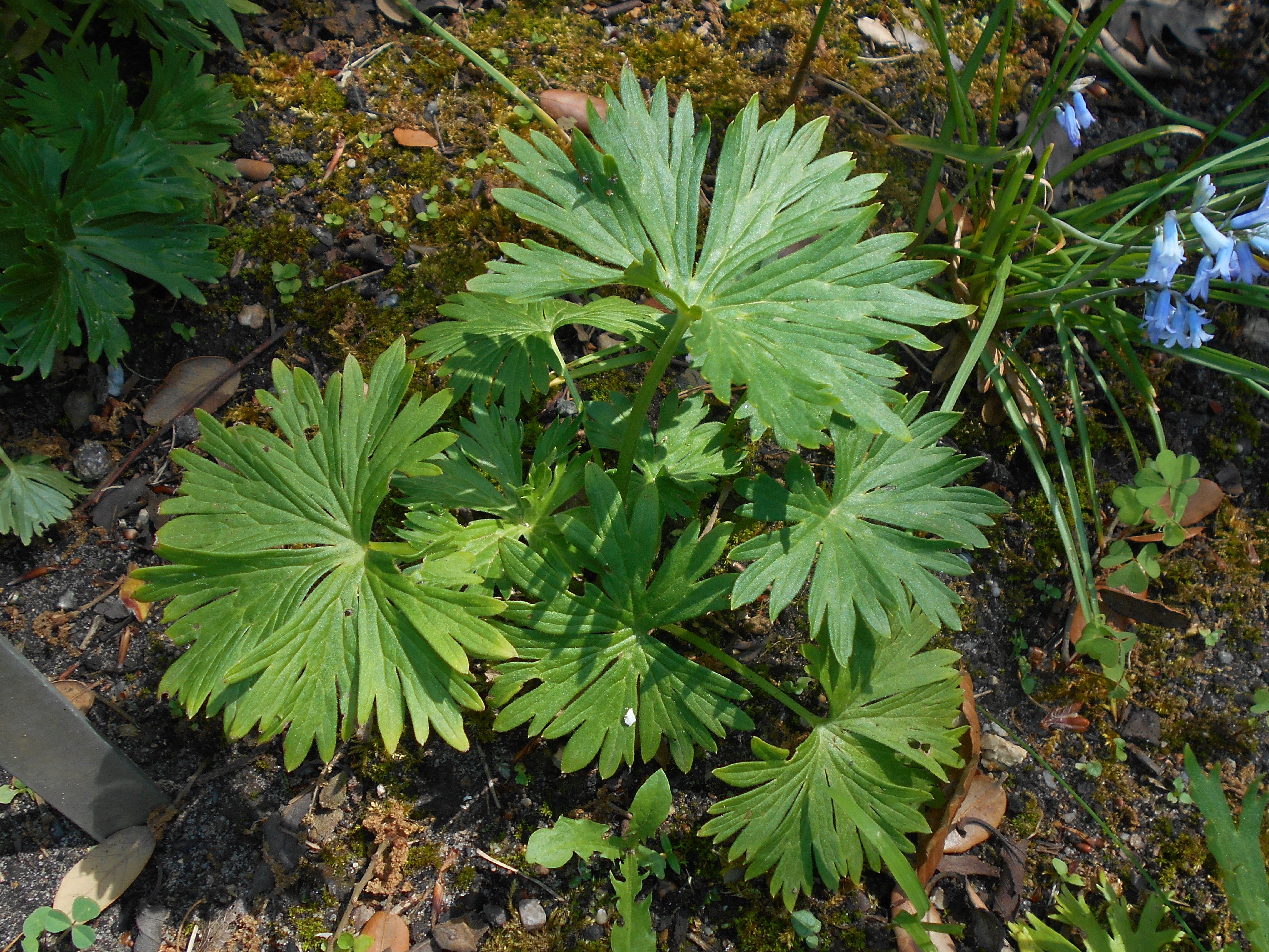
Listy Aconitum lamarckii
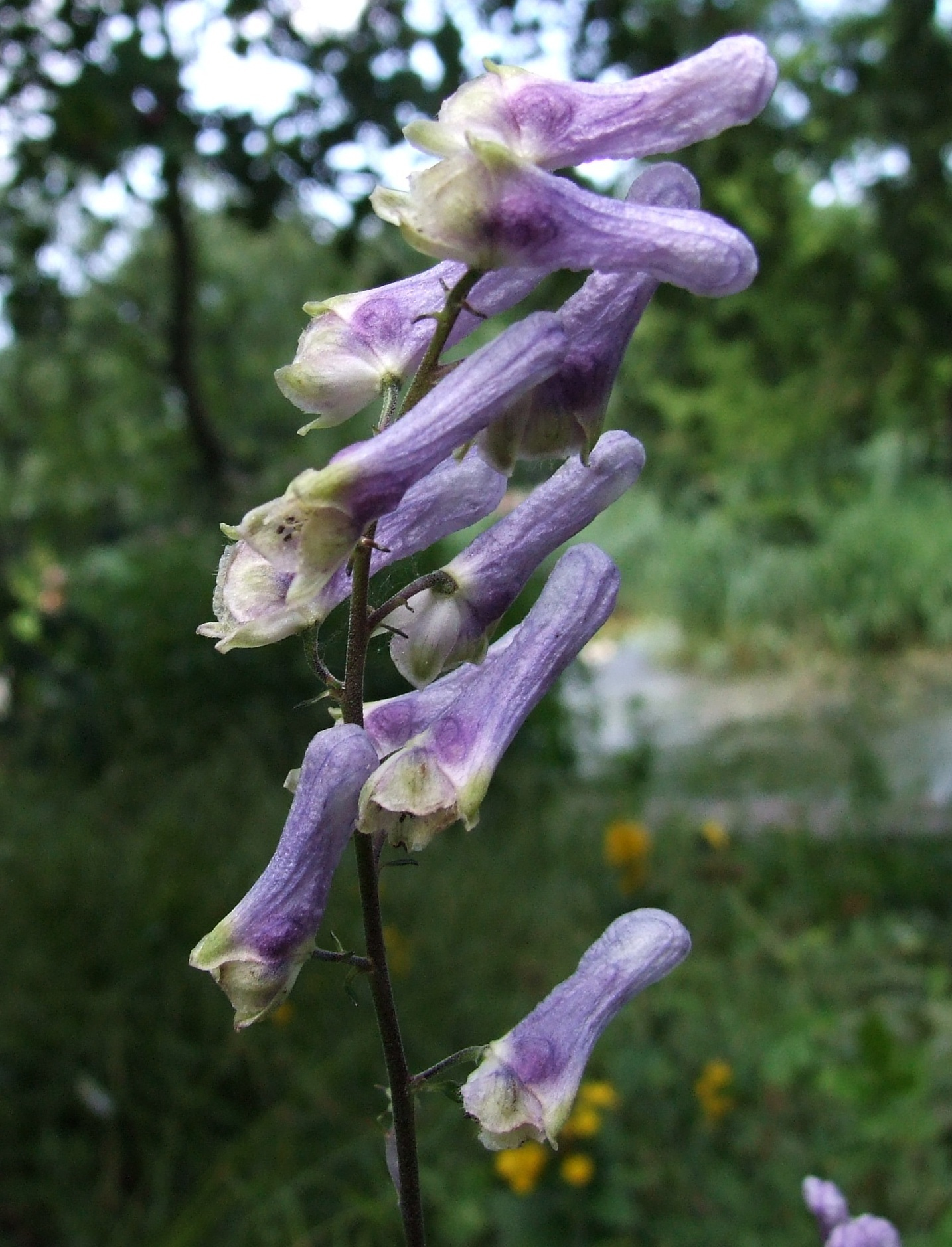
Květy oměje moldavského
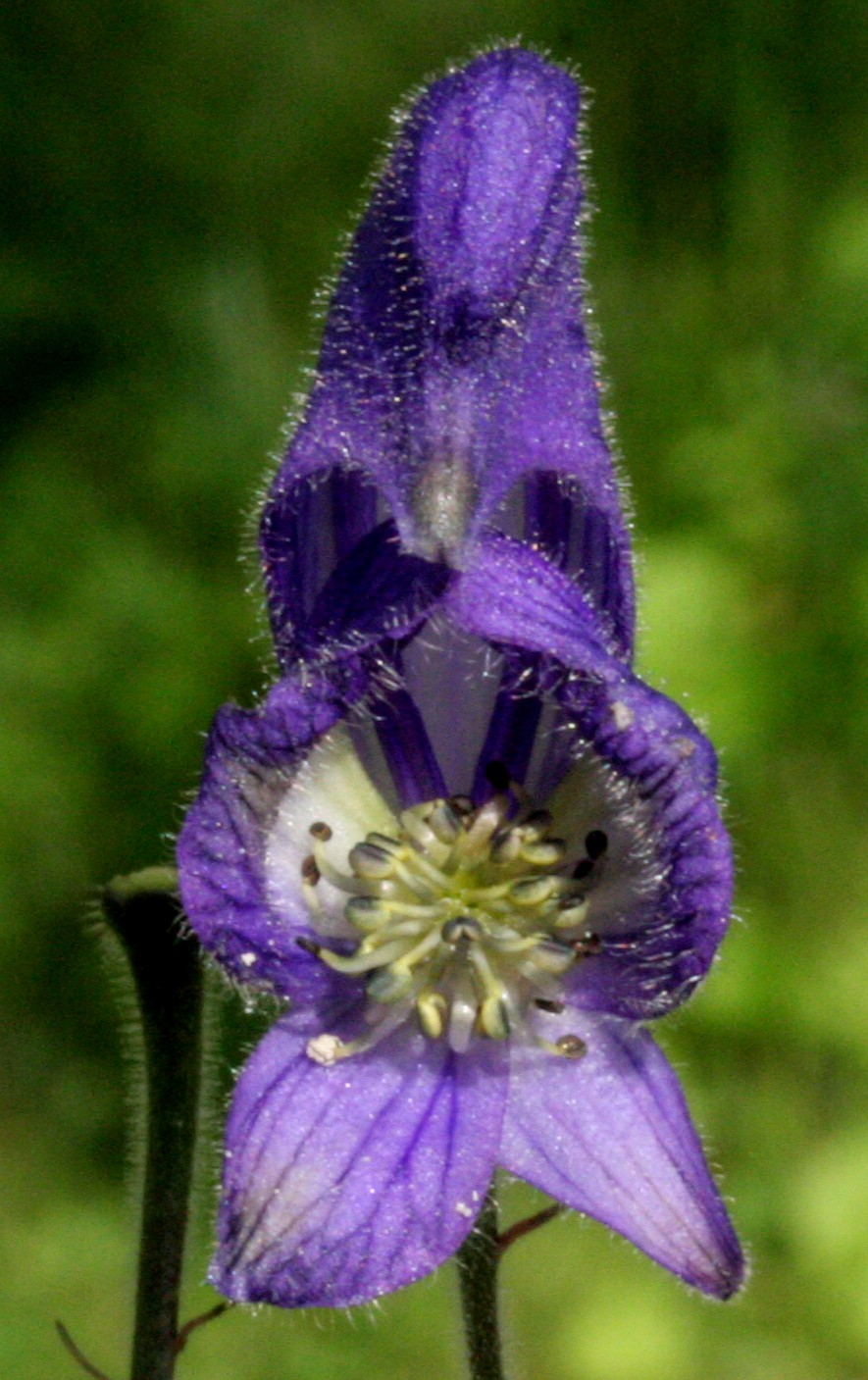
Detail květu Aconitum degenii
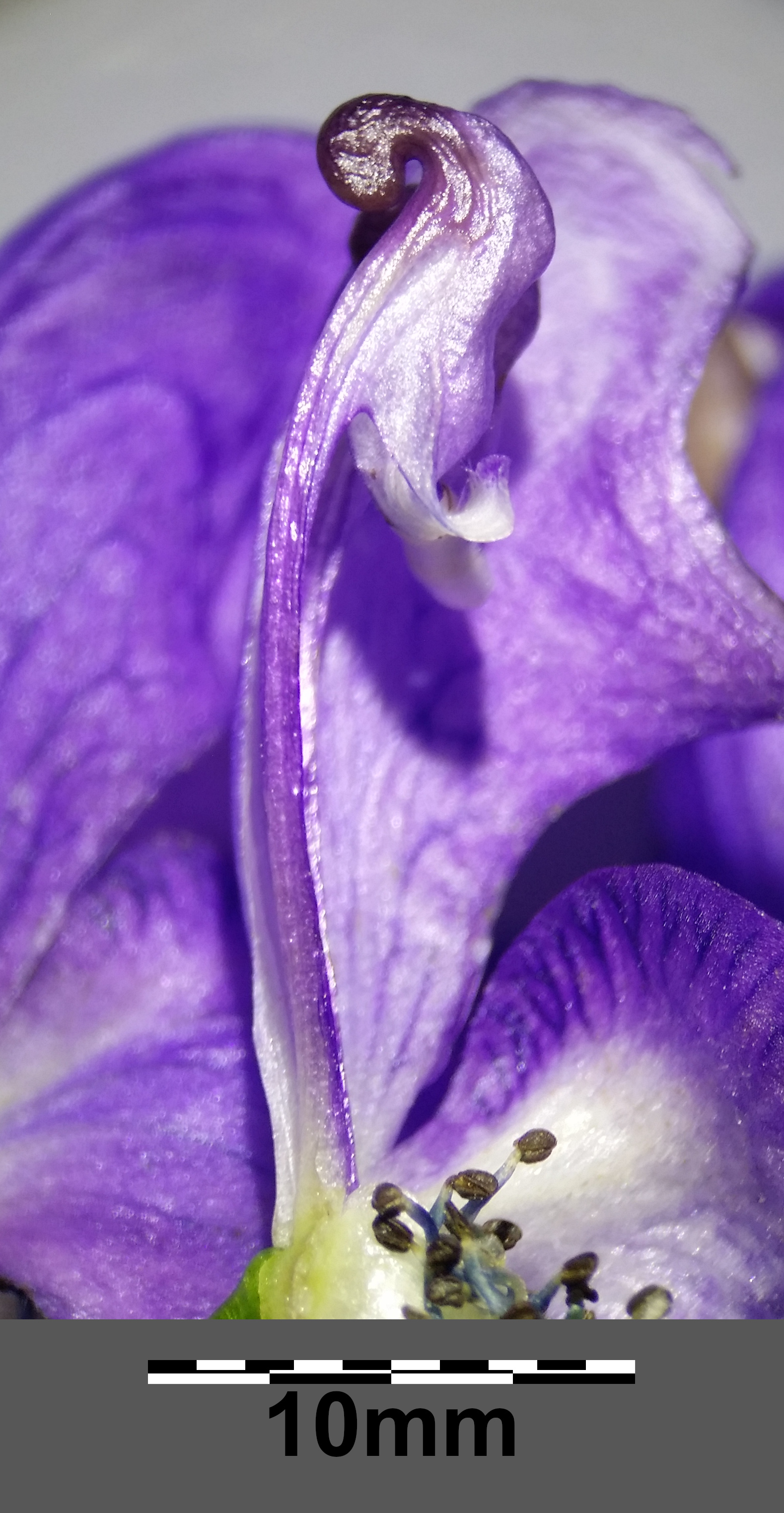
Otevřený květ oměje pestrého s viditelnou spirálovitou ostruhou
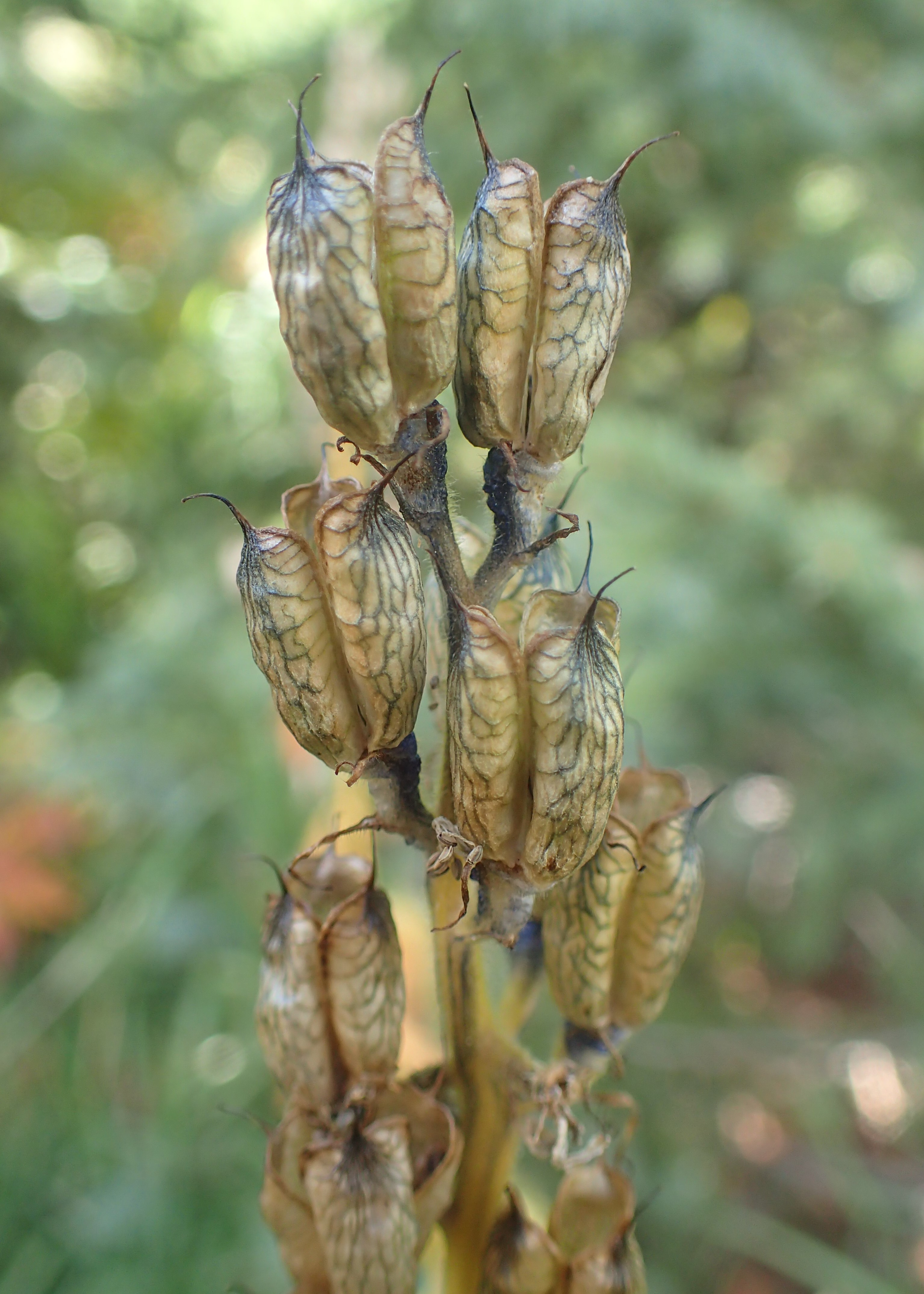
Plodenství Aconitum columbianum

## Rozšíření
Rod oměj zahrnuje asi 320 druhů a je rozšířen v chladnějších oblastech severní polokoule. Centrum druhové diverzity je v jihozápadní Číně, východním Himálaji a Japonsku. Desítky druhů rostou také na Ruském Dálném východě a Sibiři. Rod je rozšířen na většině území Asie s výjimkou Arábie, jihovýchodní Asie a většiny území Indočíny.
Ze Severní Ameriky je uváděno 9 druhů. Největší areál má Aconitum columbianum, rozšířený od západní Kanady až po severní Mexiko. Druh Aconitum delphiniifolium je rozšířen v západní Kanadě, Aljašce i ve východní Asii. Asijsko-severoamerické rozšíření má i severský druh Aconitum paradoxum.
Z celé Evropy je udáváno asi 27 druhů oměje. Větší počet druhů roste zejména v Karpatech, kde se vyskytuje i řada endemických taxonů. Menší počet druhů roste v Alpách a Pyrenejích. Oměj severní (Aconitum septentrionale) je severský druh, rozšířený od Norska přes Sibiř až po východní Čínu.
Některé jihoevropské druhy (Aconitum burnatii, A. lamarckii) zasahují okrajově i do severoafrického Maroka.
V České republice roste celkem 5 původních druhů oměje.
Téměř na celém území se s různou četností vyskytuje oměj vlčí mor (A. lycoctonum). Ve středních a vyšších polohách je porůznu rozšířen oměj pestrý (A. variegatum), zatímco oměj šalamounek (A. plicatum) je omezen na vyšší polohy hraničních pohoří a Žďárské vrchy. Do Beskyd a jejich podhůří zasahuje karpatský druh oměj tuhý (A. firmum). Oměj jedhoj (A. anthora) roste výhradně na jihozápadní Moravě.

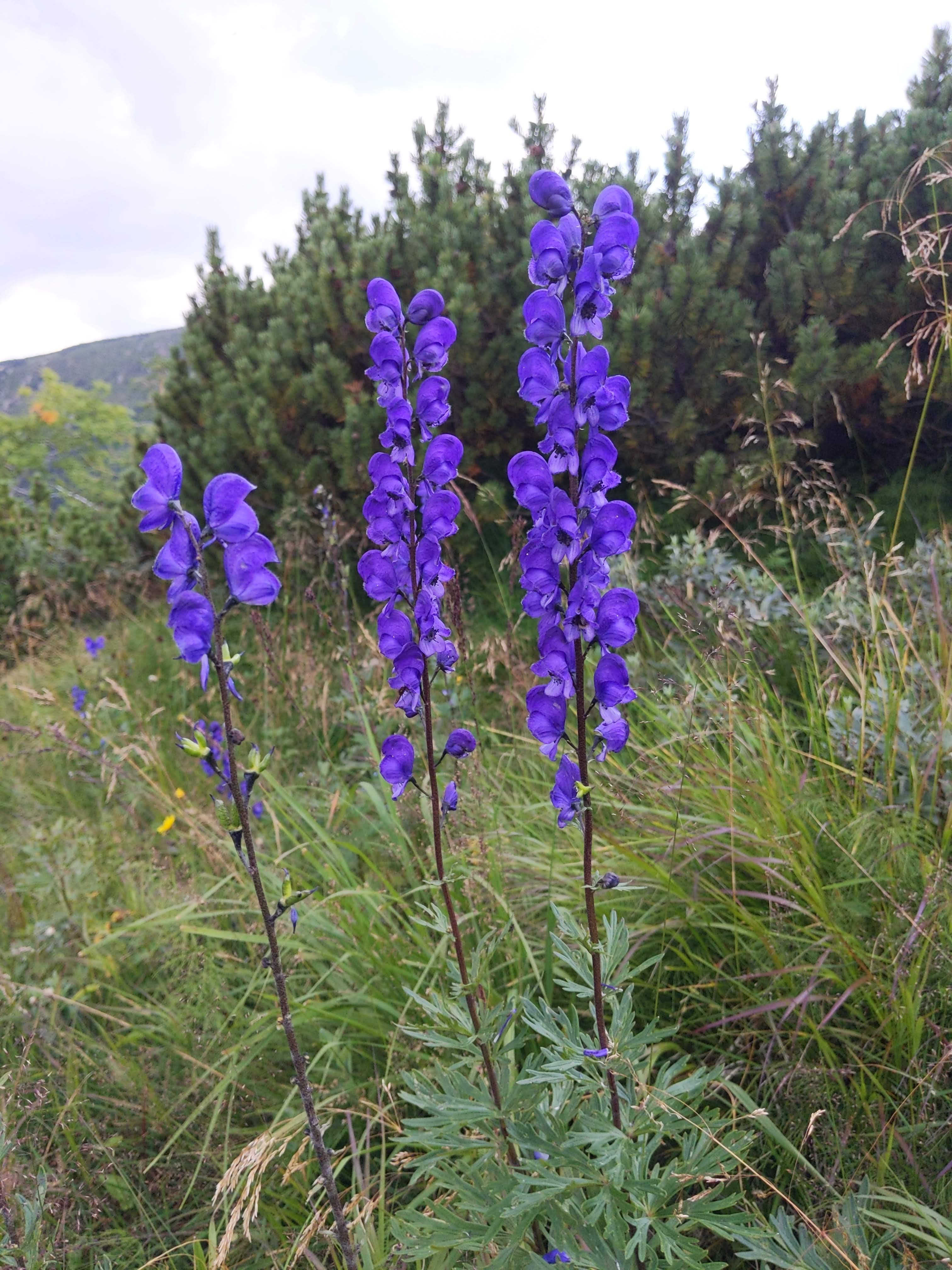
Oměj šalamounek
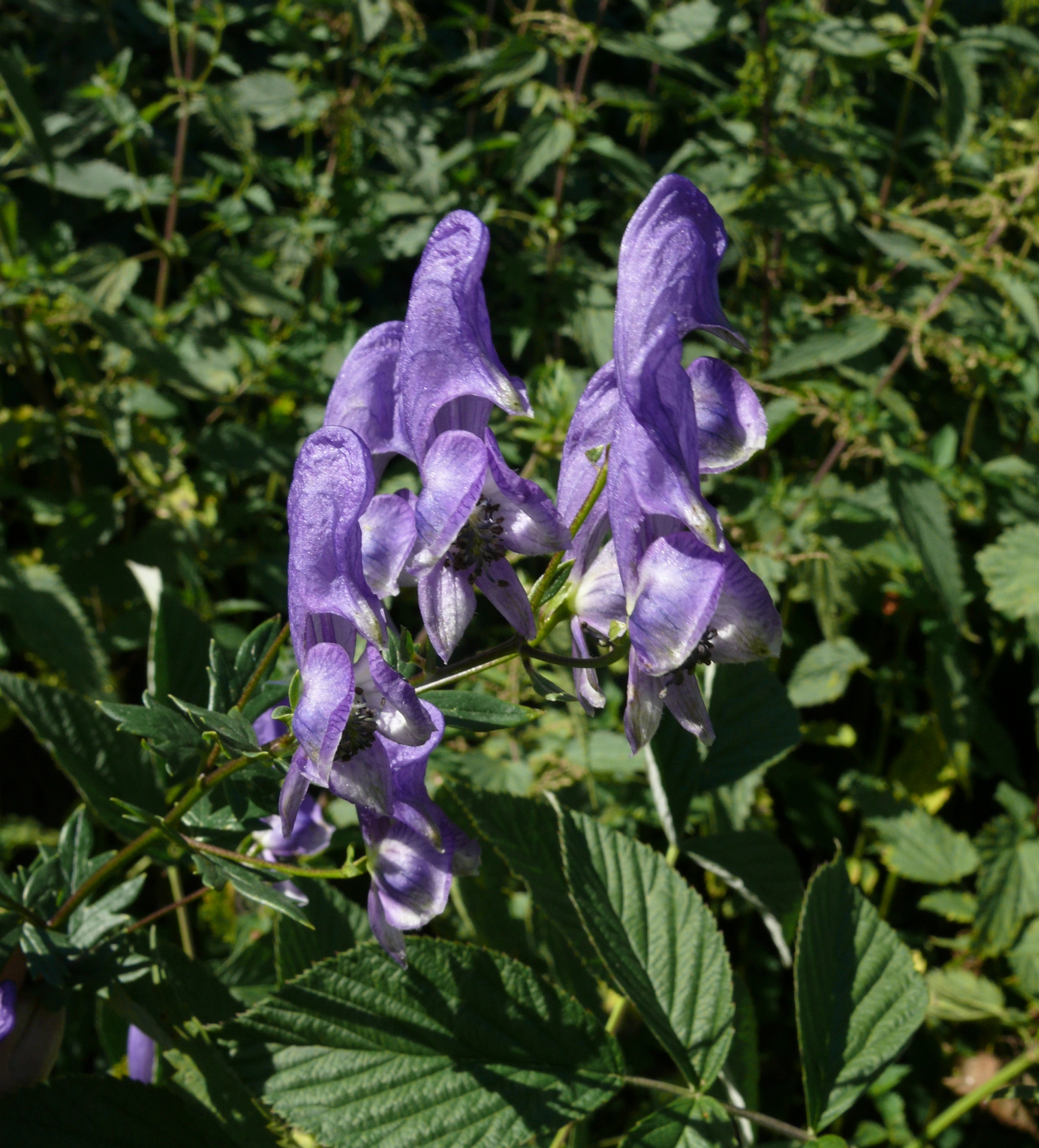
Oměj pestrý
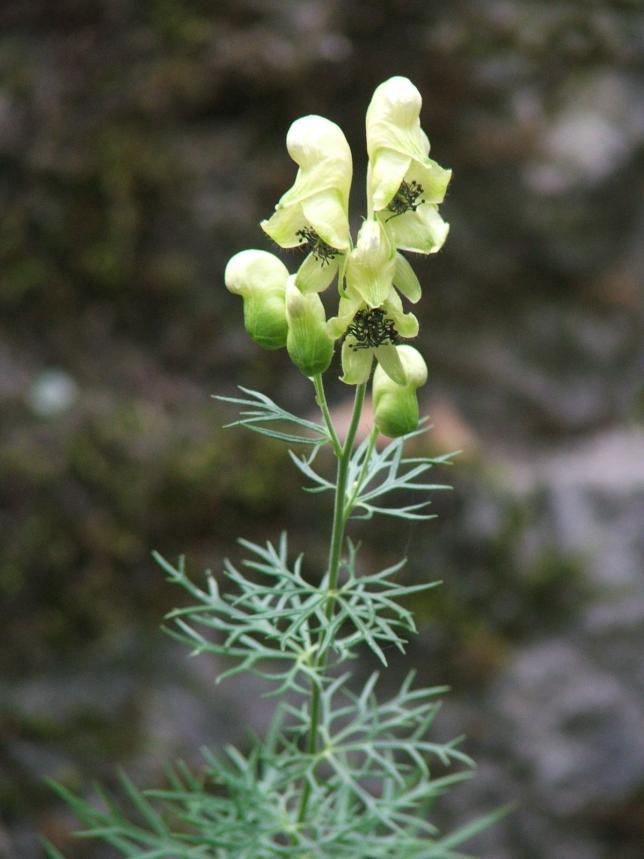
Oměj jedhoj
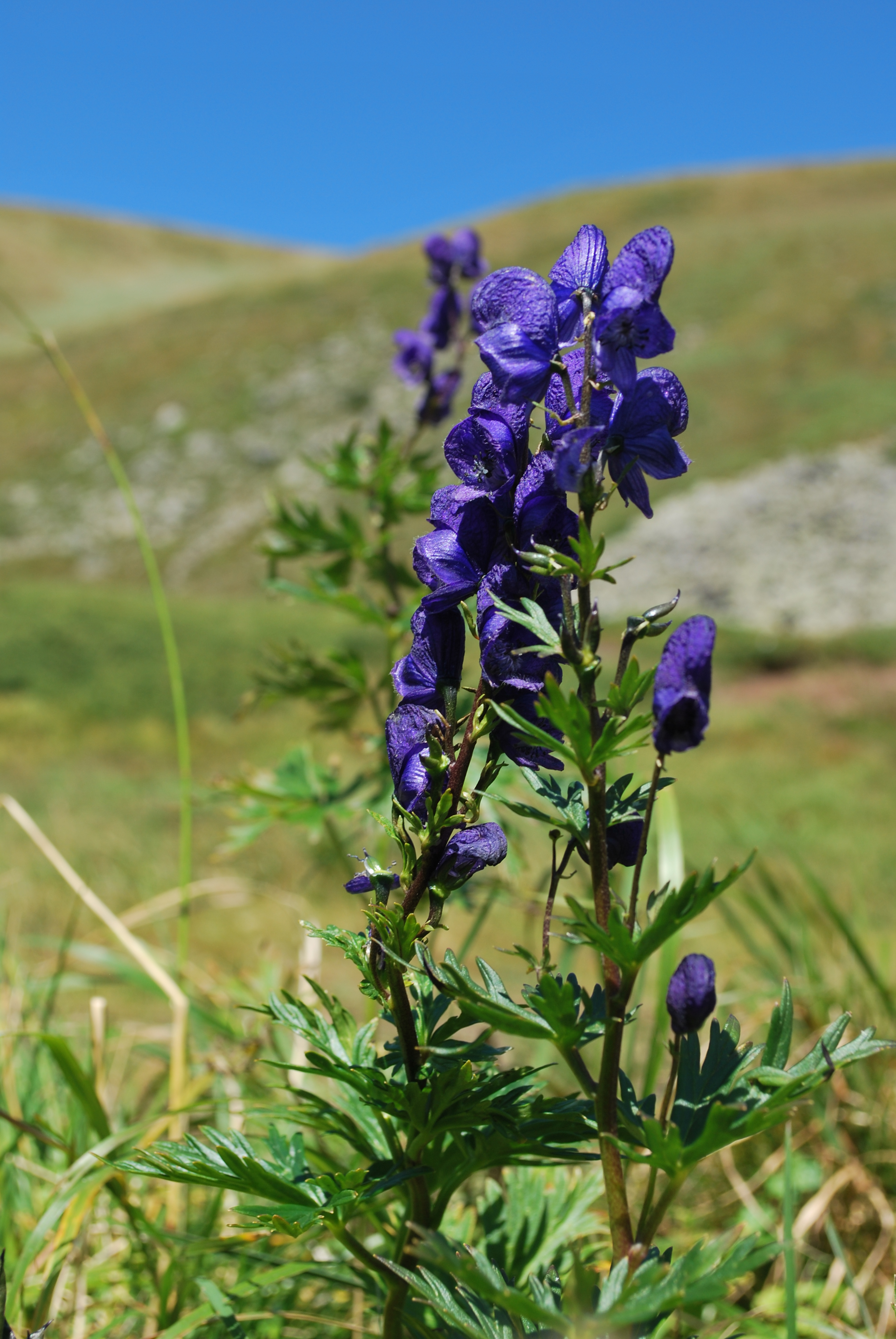
Oměj tuhý
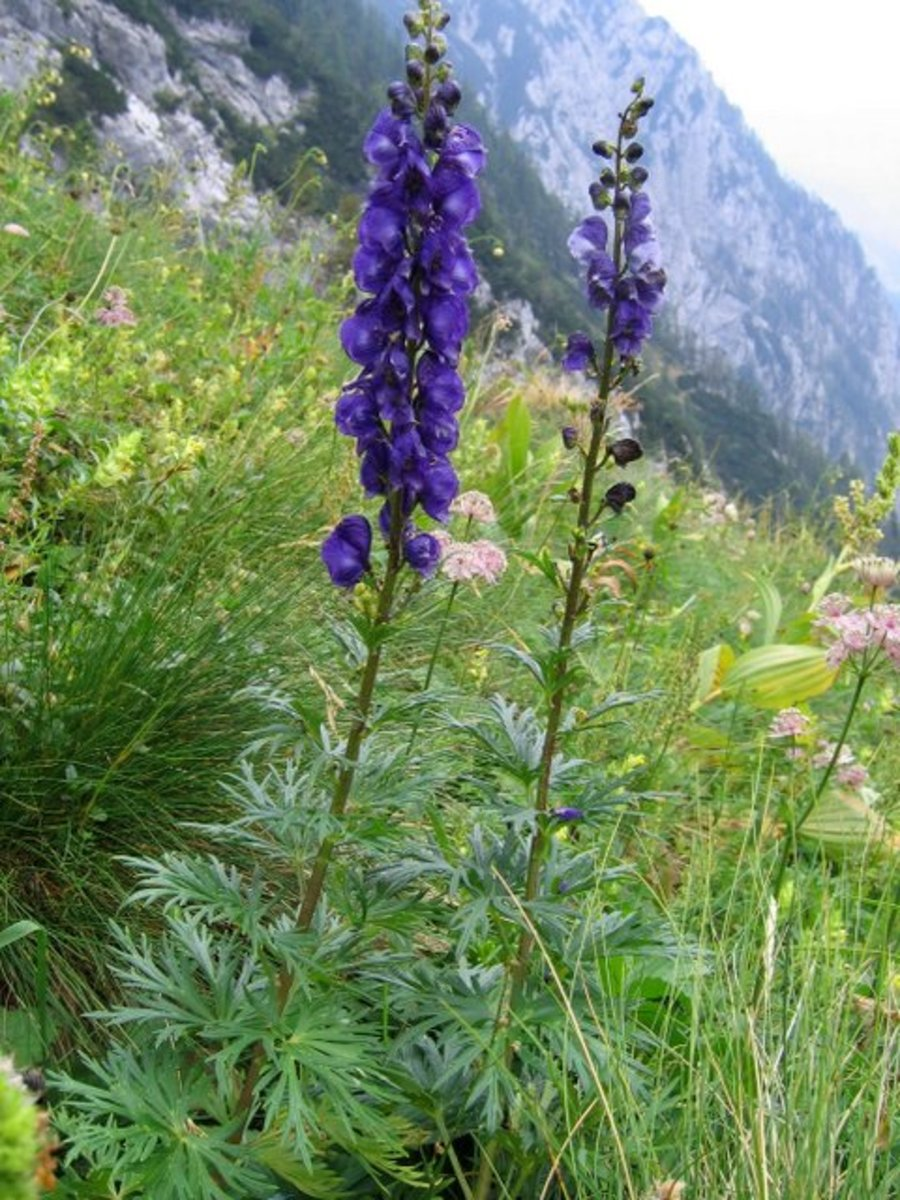
Alpsko-karpatský druh Aconitum tauricum

## Ekologické interakce

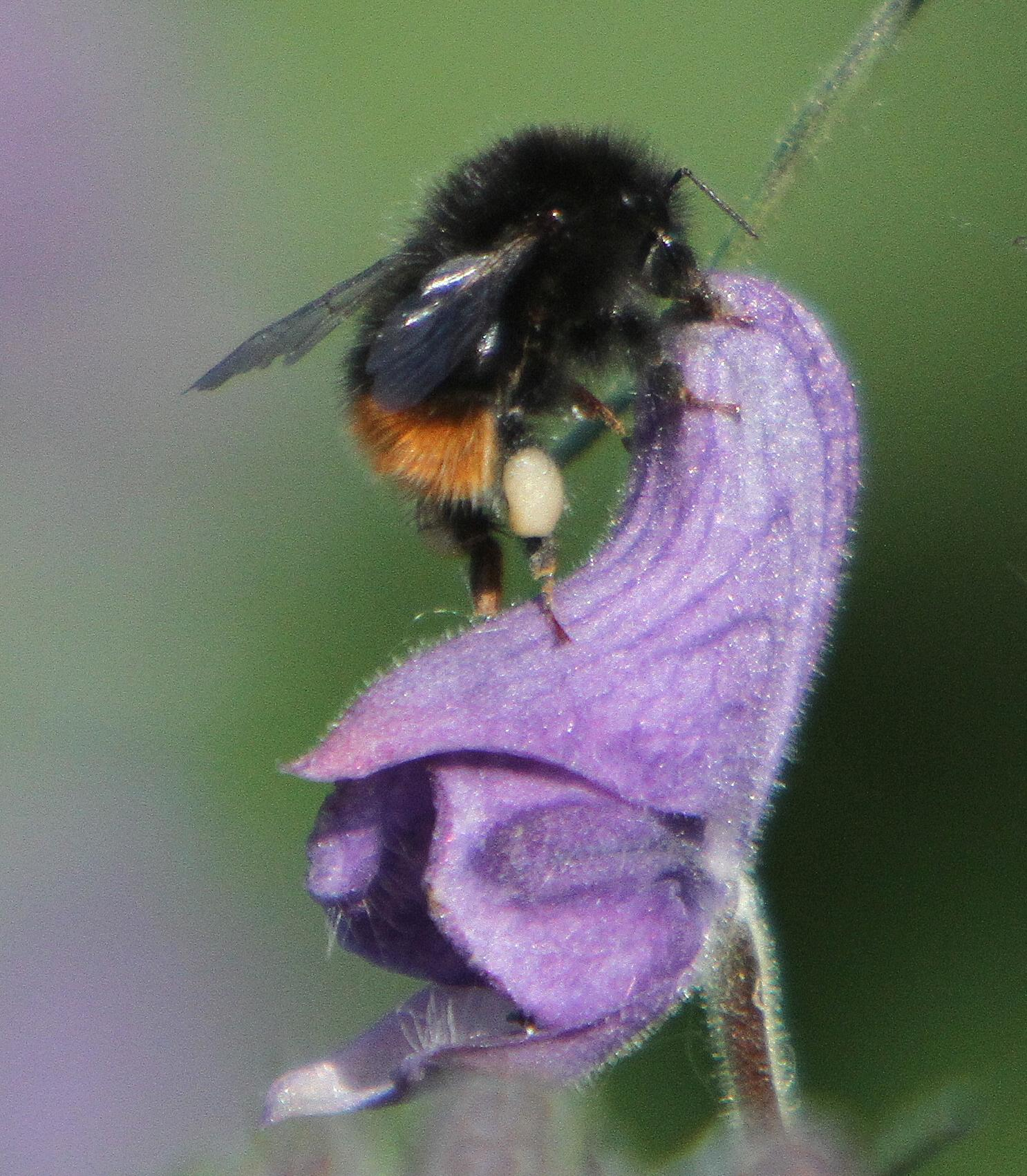
Čmelák širokolebý loupící nektar z květu oměje

Květy omějů nabízejí hojný nektar i pyl a jsou velikostí i tvarem přizpůsobeny opylování čmeláky. Hlavními opylovači jsou druhy s dlouhými sosáky, které jsou schopny dosáhnout na nektar ukrytý na dně hlubokých nektárií. Závislost oměje šalamounku na opylování čmeláky popsal již Charles Darwin. Květy jsou protandrické, prašníky tedy dozrávají dříve než blizny. Samoopylení je zabráněno tím, že čmelák začíná s návštěvou rostliny od nejspodnějším květů, které jsou v samičí fázi, a postupně směřuje nahoru, kde se nacházejí mladší květy v samčí fázi.
Květy oměje vlčího moru  opyluje v nížinách zejména čmelák zahradní (Bombus hortorum), v Alpách druh Bombus gerstaeckeri. Některé druhy s krátkými sosáky, jako je například čmelák širokolebý (B. wurflenii), loupí nektar tím, že vykoušou otvor z boku květu, a na opylování se nepodílejí. Jako zdroj pylu využívají květy i jiné druhy hmyzu, například mouchy.
U květů vysokohorského druhu Aconitum gymnandrum (dnes řazeného do samostatného rodu jako Gymnaconitum gymnandrum), rozšířeného na Tibetské náhorní plošině, vyčnívají na rozdíl od jiných zástupců tribu Delphinieae tyčinky i čnělky z květů. Opylení nenavštívených květů je u tohoto druhu zajištěno větrosprašností.
Květy severoamerického druhu Aconitum columbianum navštěvují mimo hmyzu i kolibříci.
Oměje jsou živnými rostlinami housenek některých druhů můr. Mezi potravní specialisty, kteří vyhledávají především oměje a příbuzné stračky, náleží např. kovolesklec horský (Euchalcia variabilis), černopáska stračková (Periphanes delphinii) a kovolesklec omějový (Polychrysia moneta). Občas se na nich živí i housenky některých polyfágních druhů, jako je blýskavka obecná (Amphipyra tragopoginis), bekyně pižmová (Euproctis similis) nebo můra černá (Melanchra persicariae).

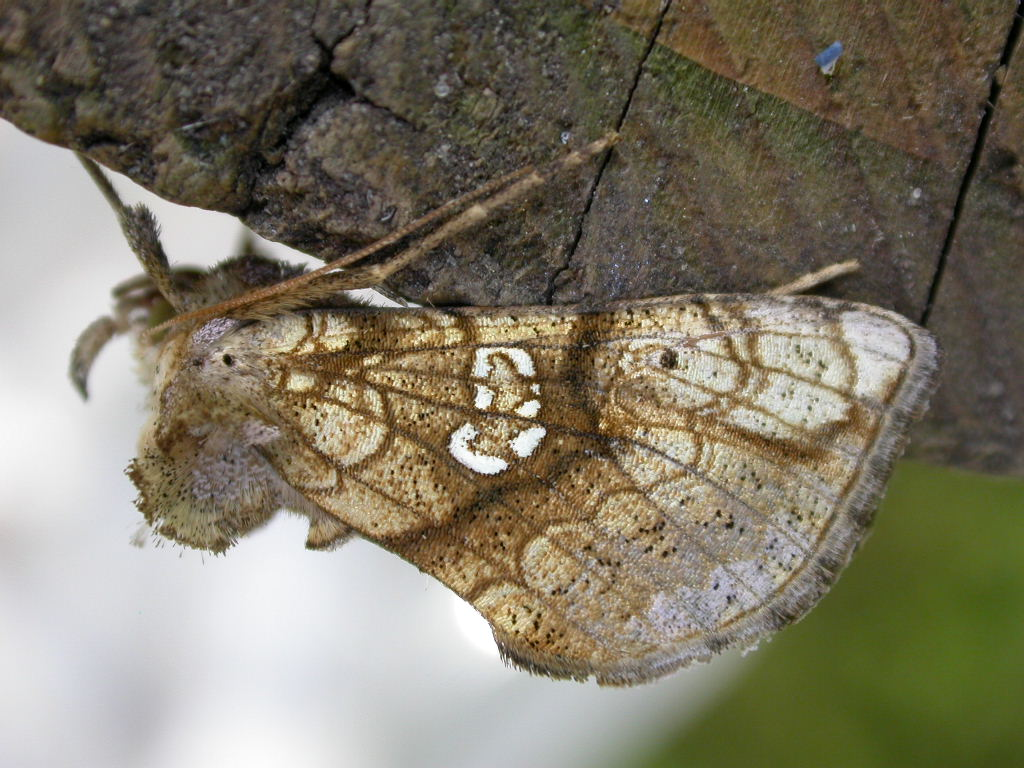
Kovolesklec omějový
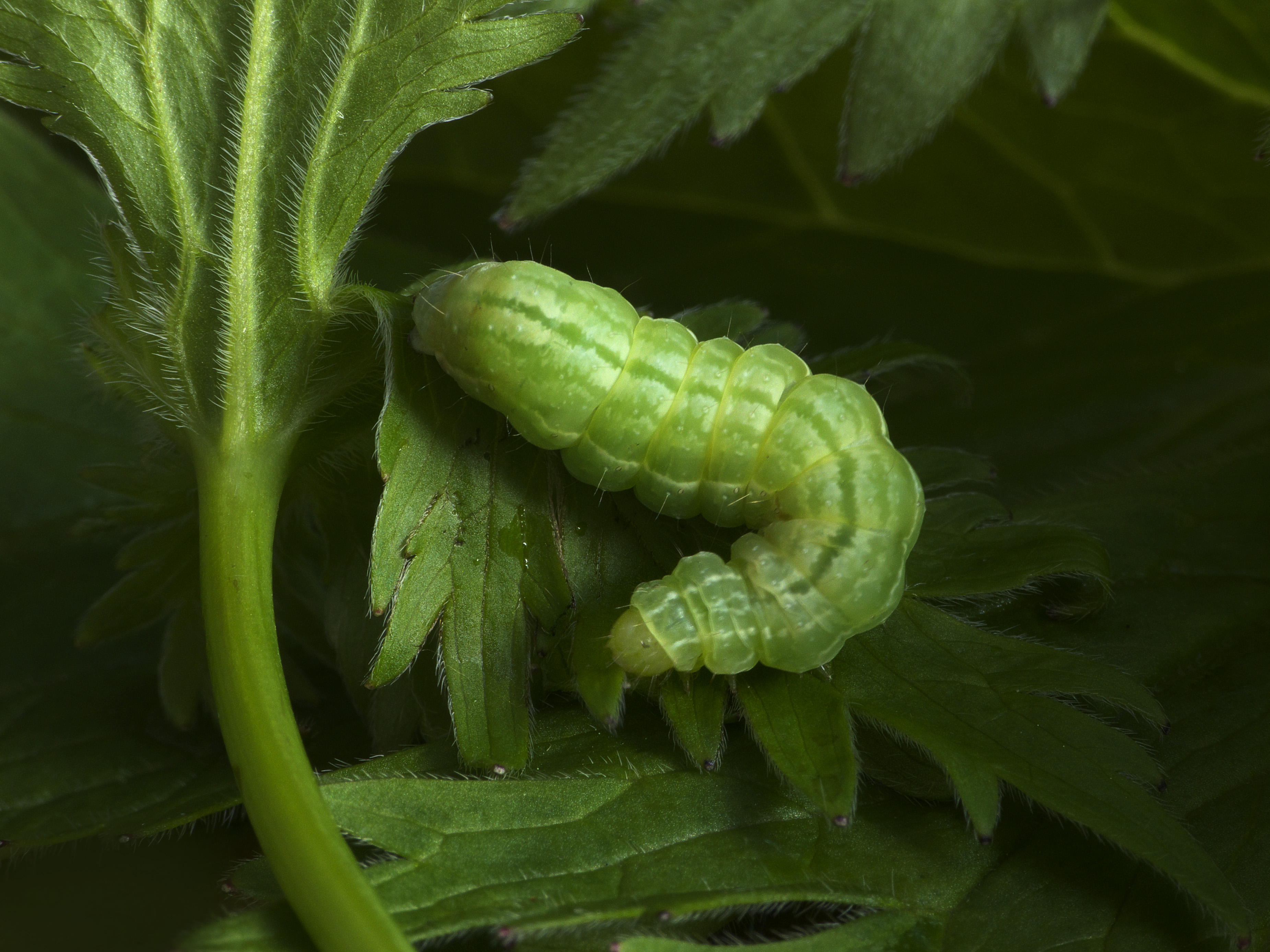
Housenka kovolesklece omějového na stračce
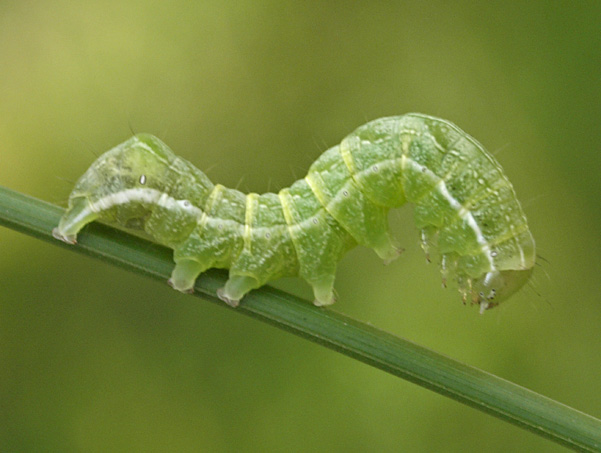
Housenka můry černé
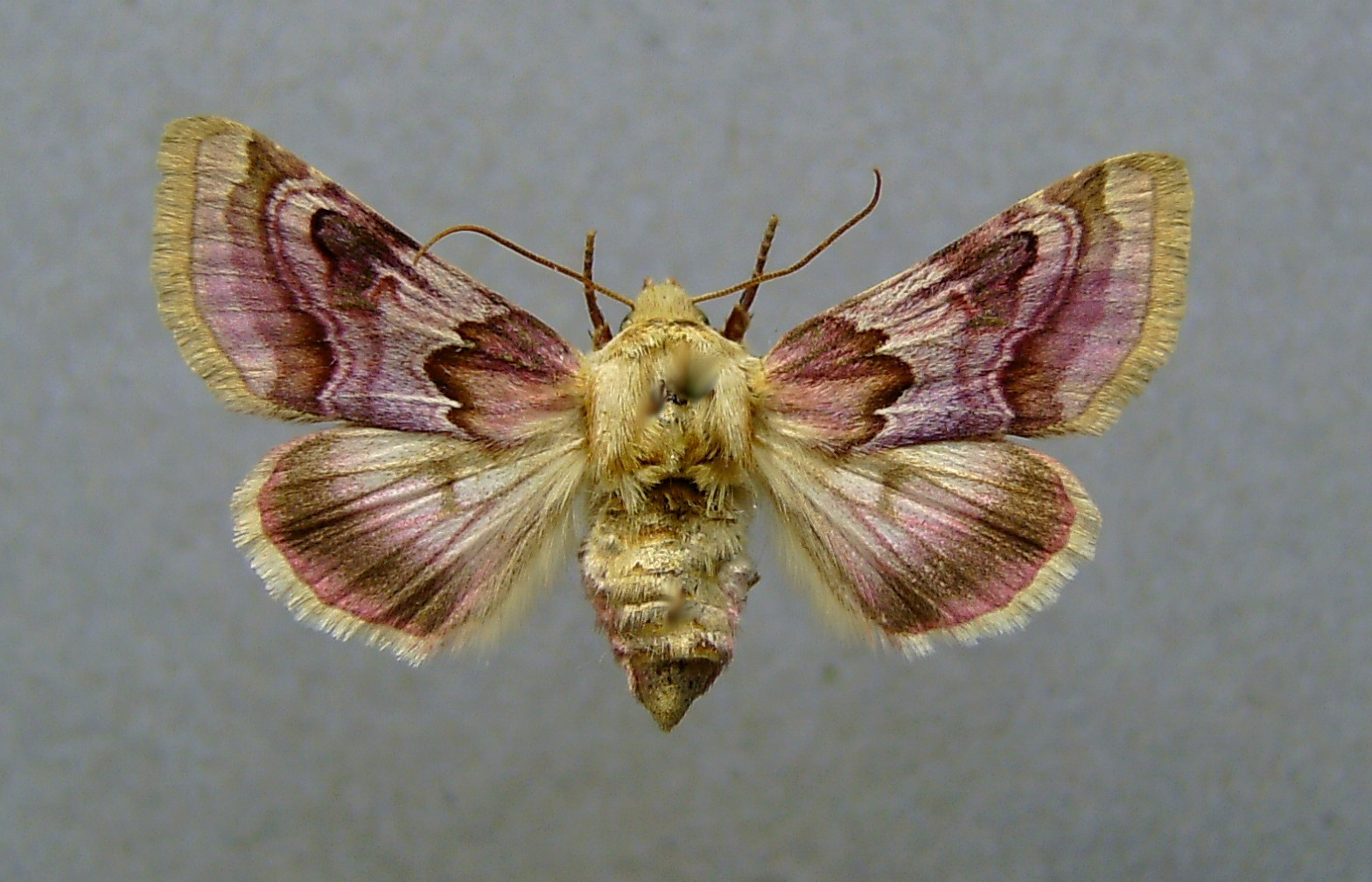
Černopáska stračková

## Obsahové látky a jedovatost
Všechny druhy oměje jsou velmi silně jedovaté rostliny. Hlavními účinnými látkami jsou diterpenické, tzv. akonitové alkaloidy, z nichž nejznámější a nejjedovatější je akonitin a jeho deriváty. Je to jeden z nejprudších a nejrychleji působících rostlinných jedů. Rozpětí mezi terapeutickou a život ohrožující dávkou je velmi malé a byla zaznamenána řada medicínských otrav. Z tohoto důvodu se v lékařství prakticky přestal používat. Skladováním drogy účinek klesá.
Obsah alkaloidů v hlízách oměje šalamounku se pohybuje v rozmezí 0,2 až 3 % a velmi silně kolísá v závislosti na oblasti, stáří hlízy, ročním období i vlivech prostředí. Nejúčinnější bývají mladé hlízy sbírané v zimním období.
Obdobné toxické diterpenické alkaloidy obsahují i různé druhy příbuzného rodu stračka.
Rostliny jsou jedovaté pro lidi i pro zvířata. U lidí dochází k vážným otravám celkem zřídka, a to buď při neúmyslném požití, nebo v souvislosti s léčebným užíváním. Jako okrasná rostlina by měl být oměj vysazován uvážlivě, aby nedošlo k ohrožení dětí nebo domácích zvířat. U dětí občas dochází k otravě při vysávání sladkého nektaru z květů. Na neporušenou pokožku akonitin nepůsobí, vstřebává se však sliznicemi a také po vetření do kůže. Při manipulaci s rostlinou je proto třeba dbát zvýšené opatrnosti. Dobytek se na pastvě omějům vyhýbá, k otravám dochází zejména u mladých, nezkušených kusů při krmení senem s obsahem oměje. Náhodné otravy psů nebo koček jsou zaznamenávány jen velmi vzácně.

Alkaloid akonitin
Alkaloid atisin
Kyselina akonitová

### Mechanismus účinku
Mechanismus neurotoxického účinku akonitových alkaloidů spočívá především v permanentní aktivaci sodíkových kanálů v nervech a srdeční i kosterní svalovině, která vede k depolarizaci buněk. Hlavním projevem jsou srdeční arytmie a svalová slabost. Tyto alkaloidy také působí na centrální nervovou soustavu, neboť ovlivňují přenos nervových vzruchů prostřednictvím neurotransmiterů noradrenalinu a acetylcholinu, čímž se vysvětluje jejich analgetický účinek. Dále umocňují peroxidaci lipidů v srdeční svalovině a indukují apoptózu buněk srdce, jater a dalších vnitřních orgánů.

### Jedovatost
Jeden gram čerstvé rostliny oměje šalamounku obsahuje asi 2 až 20 mg akonitinu, přičemž smrtelná dávka této látky pro dospělého člověka činí 3 až 6 mg. I požití malého kousku rostliny tak může mít fatální následky. K projevům příznaků otravy vede již požití 0,2 mg akonitových alkaloidů.
Smrtelná dávka (LD50) neupravovaného kořene oměje Karmichelova u krysy a myši je asi 10 g/kg živé váhy.

### Příznaky otravy a léčba
Otrava omějem postihuje zejména oběhovou a nervovou soustavu. Chuť je zprvu nasládlá, později škrablavá a ostře kořenitá. Po požití nastupuje v průběhu 10 až 20 minut pálení a mravenčení v zadní části dutiny ústní, které se později rozšiřuje na celý obličej a hlavu. Může následovat i znecitlivění krku a potíže s řečí. Po 2 až 6 hodinách obvykle nastupuje nechutenství, zvýšené slinění, prudké zvracení, pocity mravenčení a píchání do konečků prstů na rukou a na nohou i jinde po těle, které později přechází v necitlivost, dále velká svalová slabost, poruchy koordinace, třes a silné bolesti. Vidění se stává rozmazaným nebo tónovaným do žlutozelena. Dostavuje se silná úzkost a strach ze smrti. Do osmi hodin se dostavuje kolikovitý průjem, obrna kosterního svalstva, poruchy srdečního rytmu, křeče a ve vážných případech smrt. Vážné otravy bývají komplikovány různými poruchami srdeční činnosti, jako je nízký krevní tlak, prodlevy ve vedení vzruchu v srdečním převodním systému a různé arytmie, které přicházejí nepředvídatelně v horizontu minut až dní a mohou vést ke smrti. Dýchání se stává stále povrchnějším a častou příčinou smrti je udušení vlivem paralýzy kosterního svalstva (podobně jako u kurare). Vědomí zůstává do poslední chvíle zachováno.
Specifické antidotum není známo. Lékařská péče obvykle spočívá ve výplachu žaludku a podpoře dýchání. Sleduje se krevní tlak a srdeční tep a v případě potřeby je nasazena příslušná medikace a podpůrná péče. Arytmie vyvolané akonitovými alkaloidy poněkud tlumí podávání putrescinu.
Úmrtnost pacientů hospitalizovaných s otravou omějem je asi 5 %. U případů, které nekončí smrtelně, dochází k vymizení příznaků otravy obvykle v horizontu 24 hodin, poruchy citlivosti a stavy únavy však přetrvávají po delší dobu.

## Ohrožení a ochrana
Všechny druhy omějů, vyskytující se přirozeně v České republice, jsou chráněny zákonem. Dle vyhlášky MŽP 395/1992 Sb. jsou druhy oměj jedhoj a oměj tuhý chráněny v kategorii silně ohrožené, zbývající 3 druhy v kategorii ohrožené. V červeném seznamu cévnatých rostlin České republiky je oměj tuhý zařazen v kat. silně ohrožené, oměj vlčí mor v kat. téměř ohrožené a zbývající druhy v kat. ohrožené.
Na Červeném seznamu ohrožených druhů IUCN je uveden druh Aconitum chasmanthum, pocházející z jižní Sibiře, Mongolska a záp. Himálaje, v kat. kriticky ohrožené, himálajský druh A. heterophyllum v kat. ohrožené, karpatský druh A. lasiocarpum a himálajský druh A. violaceum v kat. téměř ohrožené a A. corsicum v kategorii zranitelné. 
Na evropském červeném seznamu cévnatých rostlin jsou druhy A. corsicum (zranitelné) a A. firmum subsp. moravicum (téměř ohrožené).

## Taxonomie
Rod Aconitum je v rámci čeledi Ranunculaceae řazen do podčeledi Ranunculoideae a tribu Delphinieae. Mezi příbuzné rody náleží Delphinium (včetně rodů Aconitella a Consolida, asi 500 druhů na severní polokouli a v Africe), Staphisagria (3 druhy ve Středomoří) a monotypický rod Gymnaconitum, rozšířený v Číně.
Rod Aconitum náleží mezi taxonomicky obtížnější skupiny, neboť má vlivem polyploidizace a křížení v přírodním prostředí tendenci k vytváření komplexů mikrospecií s úzkým geografickým vymezením. Tyto mikrospecie jsou v některých zdrojích uváděny jako poddruhy, zatímco jinde jako samostatné druhy, z čehož pramení značná neustálenost v počtech udávaných druhů tohoto rodu. Z evropských taxonů představují komplexy mikrospecií zejména okruhy Aconitum variegatum agg. a Aconitum plicatum agg.
Vnitrorodové členění rodu Aconitum je dosud neustálené. Bývá členěn do dvou podrodů, subgen. Aconitum a subgen. Lycoctonum. Hlavním diferenčním znakem je typ podzemních orgánů. Zástupci subgen. Aconitum mají kořenové hlízy, zatímco zástupci subgen. Lycoctonum vytrvalé oddenky. Tyto dva podrody jsou dále členěny do sekcí. 
Podrod Lycoctonum zahrnuje asi 44 druhů, rozšířených v Eurasii, východě Severní Ameriky a severní Africe.
V roce 2017 byly na základě molekulárních studií z tohoto podrodu vyčleněny dva druhy do samostatných nových podrodů. Druh  Aconitum moschatum, endemit alpínských poloh Kašmíru, představuje bazální větev celého rodu a byl přeřazen do podrodu Galeata. Druh Aconitum fletcheranum, pocházející z alpínských poloh východního Himálaje a jihovýchodního Tibetu, představuje samostatnou vývojovou větev vmezeřenou mezi subgen. Aconitum a subgen. Lycoctonum a byl přeřazen do nového podrodu Fletcherum.
Zbývající druhy jsou řazeny do nominátního podrodu Aconitum, rozšířeného v Eurasii, Severní Americe a okrajově i v severní Africe. Ucelená taxonomická revize tohoto podrodu nebyla dosud publikována. V roce 2021 vyšla revize evropských zástupců této skupiny, zahrnující i určovací klíč.
Čínský dvouletý druh Aconitum gymnandrum se zvláštní morfologií květů byl přeřazen do samostatného monotypického rodu Gymnaconitum, neboť představuje samostatnou vývojovou větev vmezeřenou mezi klady rodů Aconitum a Delphinium.

## Zástupci
- oměj čínský (Aconitum chinense)
- oměj chlupoplodý (Aconitum lasiocarpum)
- oměj jedhoj (Aconitum anthora)
- oměj Karmichelův (Aconitum carmichaelii)
- oměj korzický (Aconitum corsicum, syn. A. napellus subsp. corsicum)
- oměj latnatý (Aconitum paniculatum)
- oměj moldavský (Aconitum moldavicum)
- oměj pestrý (Aconitum variegatum)
- oměj severní (Aconitum septentrionale)
- oměj šalamounek (Aconitum plicatum, syn. A. callibotryon)
- oměj tuhý (Aconitum firmum)
- oměj vlčí mor (Aconitum lycoctonum)
- oměj zahradní (Aconitum × cammarum)[1][31]

## Význam

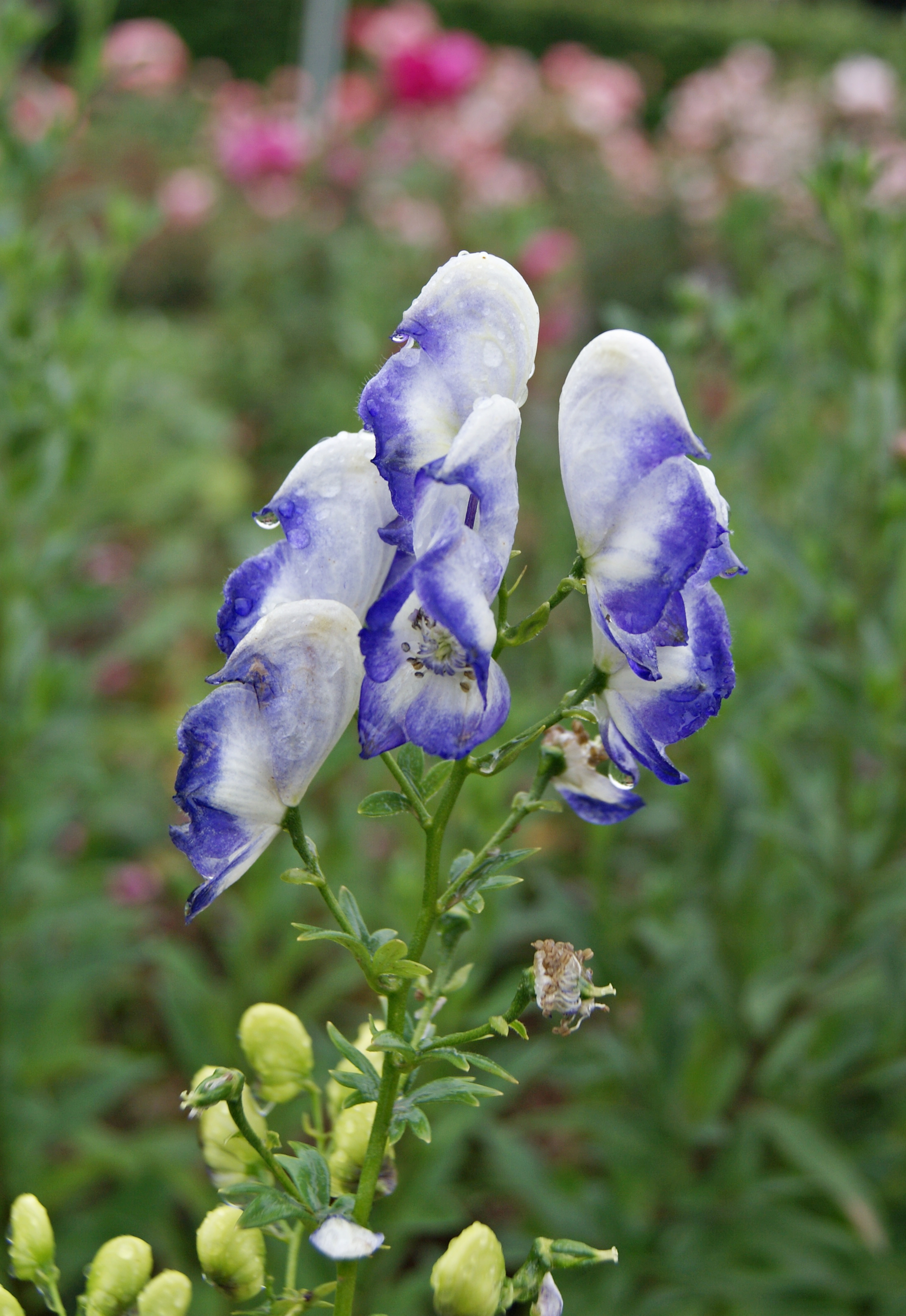
Květy oměje zahradního

### Historické využití
Jedovatost omějů je známa již od pradávných dob a se zmínkami o nich se lze setkat v řecké, římské i nordické mytologii. Staří Slované, Germáni i Galové používali oměj na návnady k trávení vlků a lišek. S tím souvisí i název oměj vlčí mor (v angličtině wolfsbane).
Oměj zmiňují jako smrtelně jedovatou rostlinu i někteří starověcí učenci. Ve starověkém Řecku mezi ně náleží Plútarchos, Theofrastos a Pedanius Dioscorides, ve starověkém Římě Juvenalis, Plinius starší a Publius Ovidius Naso. Hlízy oměje uvádí jako lék starověký indický lékař Sušruta (8. století před n. l.). Podrobněji se účinky oměje a jeho zavedením do lékařské praxe zabývali zejména Arabové. Jeho prudkou jedovatost experimentálně potvrzuje i Avicenna (10.–11. stol.). Ve středověku byl již obecně znám a v řadě dobových písemností jsou záznamy o případech úmyslných i neúmyslných otrav.

### Lékařství
V terapii se kořen oměje (Radix aconiti, Tuber aconiti) dnes používá zřídka, zejména při dně, revmatismu a neuralgiích.
Akonitové alkaloidy v malých dávkách ulevují od bolesti, tlumí záněty a posilují činnost srdce.
Oměj šalamounek byl v minulosti používán v lidovém lékařství. V přiměřené dávce mírní neuralgické bolesti, tlumí horečku a usnadňuje vykašlávání. Jeho užívání bez lékařského dohledu se vzhledem ke smrtelné jedovatosti rostliny zásadně nedoporučuje.
V lékařství slouží hlízy jako zdroj účinných alkaloidů. Sbírají se na podzim a suší ve stínu při teplotách do 40 °C.

#### Tradiční asijská medicína
V tradiční čínské medicíně je v současnosti využíváno více než 50 druhů oměje. Největší část produkce pochází z oměje Karmichelova, který je přirozeně rozšířen v jihovýchodní Číně a Vietnamu a společně s druhem Aconitum kusnezoffii je v Asii již po staletí používán ke snížení periferní teploty, úlevě od revmatických bolestí a léčení neurologických onemocnění. K lékařským účelům se využívají výhradně upravené hlízy, u nichž je toxicita velmi snížena tepelnou úpravou a hydrolýzou, při níž dochází k rozkladu akonitových alkaloidů na méně toxické či netoxické deriváty a toxicita klesá na 2 až 4 promile původní hodnoty. Při překročení doporučené dávky nebo po nedostatečné úpravě však může dojít k otravě.  
V japonské tradiční medicíně Kampo, která ve svých kořenech vychází z čínské medicíny, jsou rovněž používány upravené hlízy omějů, a to zejména jako diuretikum a prostředek k podpoře srdeční činnosti, k obnově různých metabolických funkcí, při paralýze končetin a kloubů, při bolestech a průjmech.

#### Homeopatie
Poměrně široké využití má oměj také v homeopatii, kde se využívá při léčení strachu, úzkosti a neklidu, akutních náhlých horeček, chřipky nebo nachlazení s překrvením, při silných, pulzujících bolestech hlavy, mravenčení, pocitech chladu a necitlivosti a pod.

### Šípové jedy
V chladných oblastech Asie a rovněž v Evropě a na Aljašce byly hlízy různých druhů oměje používány domorodci k přípravě účinných šípových jedů. V Evropě byly tyto jedy používány asi do 15. století, v Číně  ještě v 17. století. Domorodci na Aleutských ostrovech a ostrově Kodiak používali harpuny otrávené jedem oměje dokonce k lovu velryb. 
Napouštění špicí harpun omějem má dlouhou historii i v Japonsku a přilehlých územích.
Šípové jedy z oměje byly používány lučištníky ve starověkém Řecku i Indii. Během války mezi Španěly a Maury v roce 1483 obalovali arabští bojovníci špice šípů bavlnou napuštěnou akonitinem. Nepálští Gurkhové otravovali při válečných střetech v 19. století omějem studny s pitnou vodou. Za 2. světové války experimentovali nacističtí vědci se střelivem napuštěným akonitinem.

### Zahradnictví
Oměje bývají pěstovány jako okrasné trvalky. Nejčastěji je vysazován oměj zahradní (A × cammarum), hybrid vzniklý v kultuře pravděpodobně zkřížením oměje šalamounku horského (A. napellus subsp. neomontanum) a druhu Aconitum nasutum. Řidčeji se vysazují i jiné druhy, zejména oměj Karmichelův (A. carmichaelii) a v minulosti i oměj šalamounek horský.

## Zajímavosti

### Pověst o původuomějeu básníka Ovidia
Básník Ovidius spojuje původ oměje s řeckým hrdinou Héraklem. Tomu uložil mykénský král Eurystheus vykonat řadu těžkých prací. Kromě jiných úkolů mu nařídil, aby vynesl z podzemní říše mrtvých strašlivého trojhlavého psa Kerbera, jenž střežil vchod do podsvětí. Když Hérakles vlekl psa na povrch, pěna ze všech tří tlam obludy kapala na zem a z této pěny vyrostla jedovatá rostlina – oměj.
Théseus, Aigeův syn, jenž otci byl neznám, už přibyl,

zjednav svou mužností na Isthmu mír, jenž dělí dvě moře.

Médeia chce jej zničit, i namíchá otravný nápoj

z oměje, který si přinesla kdys až ze skytských končin.

Pověst dí, že ze zubů psa, jenž Echidnou zrozen,

vznikl ten jed. Jest mrákotná sluj, ta tmavý má otvor,

srázná cesta jím vede. A po ní Hérakles mocný,

v poutech ocelových kdys Kerbera vyvlekl na svět,

ač se vzpíral a před svitem dne a třpytnými slunce

paprsky odkláněl zrak. Jsa lítým popuzen vztekem,

naplnil veškerý vzduch svým štěkotem z trojího hrdla,

přitom zelené nivy tam postříkal bělavou pěnou.

Části té pěny prý ztuhly, a našedše potravy hojnost

v žírné, úrodné půdě, prý nabyly škodlivé moci. 

Poněvadž tuhé to býlí se rodívá na tvrdé skále,

zve je skalákem venkovský lid.
Ovidius, Proměny, 7, 404–419
Latinské rodové jméno oměje (Aconitum) je z řeckého akoniton, což je dle některých interpretací rostlina na holých skalách („en akonais") a na útesech rostoucí. Proto Ovidius tvrdí, že ji lid nazývá „skalákem". Theofrastos označuje názvem Acone skalnatou oblast u Herakleje v Bithýnii na Pontu, kde rostlina „akoniton" byla hojná.

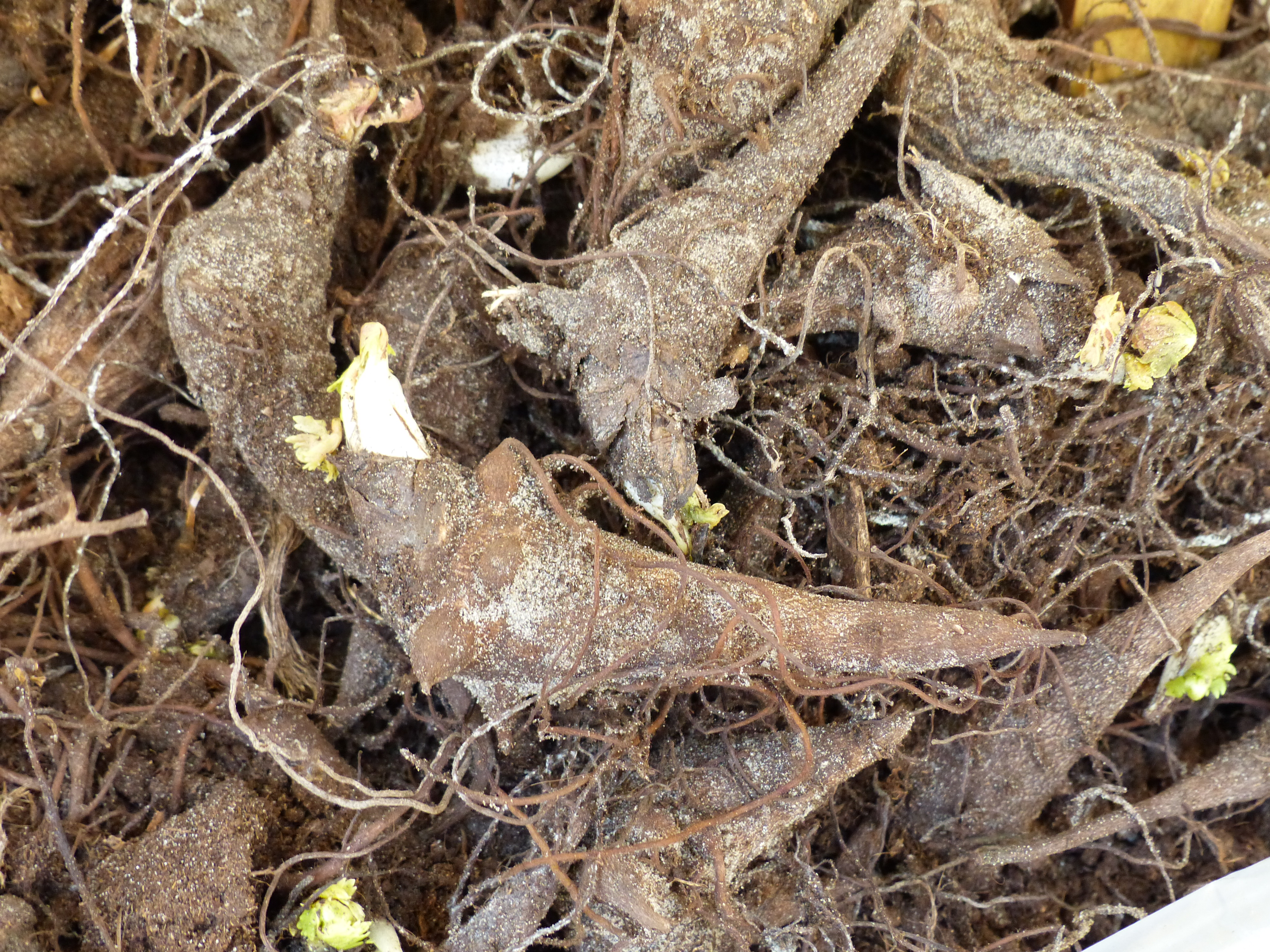
Kořeny oměje šalamounku
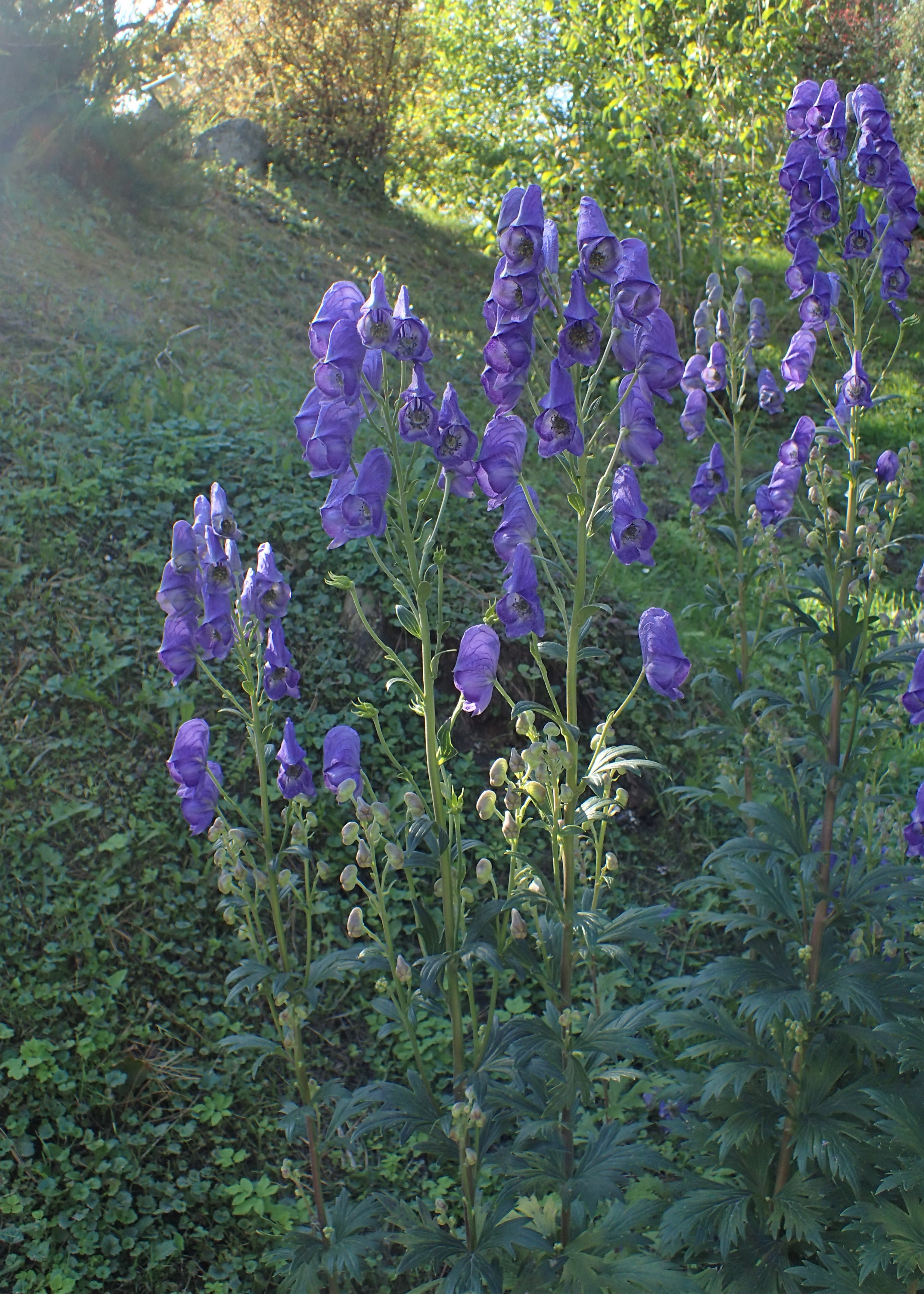
Oměj Karmichelův